# Phaner pallescens
Phaner pallescens is een zoogdier uit de familie van de dwergmaki's (Cheirogaleidae). De wetenschappelijke naam van de soort werd voor het eerst geldig gepubliceerd door Groves & Tattersall in 1991.

## Voorkomen
De soort komt voor in het westen van Madagaskar.